# Сен-Жюльен-ле-Фокон
Сен-Жюлье́н-ле-Фоко́н (фр. Saint-Julien-le-Faucon) — коммуна во Франции, находится в регионе Нижняя Нормандия. Департамент коммуны — Кальвадос. Входит в состав кантона Мезидон-Канон. Округ коммуны — Лизьё.
Код INSEE коммуны — 14600.

## Население
Население коммуны на 2010 год составляло 719 человек.
| 1962 | 1968 | 1975 | 1982 | 1990 | 1999 | 2010 |
| ---- | ---- | ---- | ---- | ---- | ---- | ---- |
| 444  | 420  | 405  | 520  | 520  | 582  | 719  |

## Экономика
В 2010 году среди 442 человек трудоспособного возраста (15—64 лет) 305 были экономически активными, 137 — неактивными (показатель активности — 69,0 %, в 1999 году было 69,8 %). Из 305 активных жителей работали 268 человек (148 мужчин и 120 женщин), безработных было 37 (15 мужчин и 22 женщины). Среди 137 неактивных 35 человек были учениками или студентами, 62 — пенсионерами, 40 были неактивными по другим причинам.